# Beuzeville
Beuzeville ist eine französische Gemeinde mit 4697 Einwohnern (Stand: 1. Januar 2022) im Département Eure in der Region Normandie. Sie gehört zum Arrondissement Bernay und ist der Hauptort (chef-lieu) des Kantons Beuzeville.

## Geografie
Beuzeville ist die westlichste Gemeinde des Départements Eure. Sie liegt in Nordfrankreich, im Norden der Landschaft Lieuvin an der Quelle der Morelle; das Flüsschen Vilaine begrenzt die Gemeinde im Osten. Umgeben wird Beuzeville von den Nachbargemeinden Manneville-la-Raoult im Norden, Saint-Pierre-du-Val und Boulleville im Nordosten, Le Torpt im Osten und Südosten, La Lande-Saint-Léger im Süden, Saint-André-d’Hébertot und Saint-Benoît-d’Hébertot im Südwesten, Quetteville im Westen sowie Genneville im Nordwesten.
Durch die Gemeinde führt die Autoroute A13. Vom Autobahndreieck im Südwesten der Gemeinde geht die Autoroute A29 ab.

## Bevölkerungsentwicklung
| Jahr | Einwohner |
| ---- | --------- |
| 1962 | 2360      |
| 1968 | 2392      |
| 1975 | 2415      |
| 1982 | 2534      |
| 1990 | 2702      |
| 1999 | 3097      |
| 2006 | 3568      |
| 2016 | 4578      |

## Sehenswürdigkeiten
- Kirche Saint-Hélier, teilweise aus dem 12. Jahrhundert, vermutlich sehr viel älter, 1960 restauriert
- Tal der Morelle